# Заломы (Кировоградская область)
Заломы (укр. Заломи) — село в Дмитровской сельской общине Кропивницкого района Кировоградской области Украины.
До 2020 года входило в Знаменский район
Население по переписи 2001 года составляло 42 человека. Почтовый индекс — 27426. Телефонный код — 5233. Занимает площадь 6,79 км². Код КОАТУУ — 3522281903.